# 板桥乡 (仪陇县)
板桥乡，是中华人民共和国四川省南充市仪陇县下辖的一个乡镇级行政单位。

## 行政区划
板桥乡下辖以下地区：
烂泥沟村、易斗山村、幸福村、陈龙坪村、谢家坝村、春光村、方斗寨村、旱田岭村、杨家院村、李宦寺村、马家庙村、鼓镜寺村和灵泉洞村。